# Varlaam Novakshonoff
Varlaam, născut Vasili Novakșonov sau Basil Novakshonoff (n. 18 iulie 1935, Buchanan⁠(d), Canada – d. 13 februarie 2020, Dewdney⁠(d), British Columbia, Canada) a fost un episcop al Bisericii Ortodoxe din America pentru orașul Vancouver. 
Alături de Î.P.S. Lazăr Puhalo, P.S. Varlaam este unul din fondatorii mănăstirii Ortodoxe „Noul Ostrog” din Vancouver, Canada. 
A fost ridicat la rangul de episcop al Vancouverului la data de 1 octombrie 1994, fiind hirotonit o zi mai tarziu de catre Mitropolitul Evloghios Hessler ca vicar al sau.

## Scrieri
- The Creation of the world,for young people
- The Kiev-Caves patericon
- God's fools
- Out of Body Experiences and Orthodox Christian Teaching

## Traduceri din limba rusă
- On the Law of God de Mitropolitul Filaret Vosnesenski
- Christian Service in War de Mitropolitul Filaret Vosnesenski
- The Moral Idea of the Main Dogmas of the Faith de Antonie Khrapovitski

## Ilustrații de carte
- Innokenty of Alaska: The life of Saint Innocent of Alaska

## Editor
- Missionary Conversations with Protestant Sectarians de Pr. Chiril Zaiț